# Nadia Kjældgaard
Nadia Borch Kjældgaard (* 2. November 1978) ist eine ehemalige dänische Fußballspielerin.

## Karriere

### Vereine
Kjældgaard begann für den in Jyderup ansässigen Jyderup Boldklub mit dem Fußballspielen. Dem Jugendalter entwachsen, wurde sie vom auf der Insel Seeland in Hillerød ansässigen Hillerød Gymnastik- og Idrætsforening unter Vertrag genommen, für deren Fußballabteilung sie eine Saison lang spielte. Ebenfalls eine Saison lang war sie für den Hjortshøj-Egaa Idrætsforening Aarhus aktiv, bevor sie vom 1. Januar bis zum 31. Juli 2002 dem Skovbakken IK angehörte. Von 2002 bis 2004 spielte sie für Odense BK, mit dem sie ihren einzigen Vereinstitel gewann. 
Am Ende ihrer Premierensaison wurde der Skovbakken Idrætsklubben im Finale um den nationalen Vereinspokal im heimischen Odense Stadion mit 4:3 bezwungen, wenn auch erst in der Verlängerung. Ab der Saison 2004/05 war sie Spielerin der Frauenfußballmannschaft des Vejle BK aktiv.

### Nationalmannschaft
Im Spieljahr 1995 debütierte sie als Nationalspielerin in der U17-Nationalmannschaft. Beginnend mit dem torlosen Länderspiel am 8. Mai 1995 in Stavanger gegen die U17-Nationalmannschaft Norwegens bis zum 27. Juli 1995 in Sande beim 2:0-Sieg über die U17-Nationalmannschaft Islands bestritt sie ihre ersten sieben Länderspiele für die DBU. Ihr erstes Länderspieltor erzielte sie am 20. Juli 1995 in Sande beim 3:1-Sieg über die U17-Nationalmannschaft Finnlands mit dem ersten Treffer ihrer Mannschaft; es war das erste von vier Spielen im Turnier um den Nordic-Cup, dass sie bestritt und damit den Turniersieg errang.
In den nächsten vier Jahren war sie für die U21-Nationalmannschaft aktiv, für die sie ihren Einstand am 25. Mai 1996 in Italien beim 2:1-Sieg über die U21-Nationalmannschaft Italiens gab. Im weiteren Verlauf bestritt sie acht weitere in Freundschaft ausgetragene Länderspiele, in denen sie ihre einzigen beiden Tore gegen die US-amerikanische U21-Nationalmannschaft am 13. März 1999 in Kopenhagen erzielte – das Spiel wurde dennoch mit 3:5 verloren. 15 weitere Einsätze sind ihren vier aufeinander folgenden Teilnahmen an den Turnieren um den altersgemäßen Nordic-Cup zuzuschreiben; lediglich 1998 und 1999 traf sie je einmal.
Die meisten Länderspiele bestritt sie anschließend für die A-Nationalmannschaft mit 36 in einem Zeitraum von sieben Jahren. Ihre Premiere erfolgte im ersten von insgesamt zehn Freundschaftsspielen am 22. August 1999 in Odense bei der 0:1-Niederlage gegen die Nationalmannschaft Englands. Des Weiteren kam sie in fünf EM- und sechs WM-Qualifikationsspielen zum Einsatz und bestritt, dem Kader angehörend, die letzten beiden Spiele der EM-Gruppe B und das Halbfinale, dass mit 0:1 gegen die Nationalmannschaft Norwegens verloren wurde. Zwölf weitere Länderspiele bestritt sie bei ihren vier Teilnahmen an den Turnieren um den Algarve-Cup (2000, 2001, 2002 und 2005). Ihr letztes Länderspiel fand mit der 1:2-Niederlage gegen die Nationalmannschaft Norwegens am 15. März 2005 mit dem Spiel um Platz 5 in Faro im oben genannten Turnier statt. Ihre drei A-Länderspieltore erzielte sie am 11. März 2001 in Vila Real de Santo António beim 2:1-Sieg über die Nationalmannschaft Chinas im ersten Spiel der Gruppe B im Turnier um den Algarve Cup mit dem Treffer zum 1:1 in der 55. Minute und am 8. September 2001 in Odense beim 4:0-Sieg über die Schweizer Nationalmannschaft im ersten Spiel der WM-Qualifikationsgruppe 2 in der Klasse A mit den Treffern zum 2:0 und 3:0 in der 20. und 47. Minute.

## Erfolge
Nationalmannschaft
- Halbfinalist Europameisterschaft 2001
- Algarve-Cup-Finalist 2001
- U21-Nordic-Cup-Finalist 1996
- U17-Nordic-Cup-Sieger 1995

Odense BK
- Dänischer Pokal-Sieger 2003